# Фрунзенский универмаг

Фото 1930-х годов

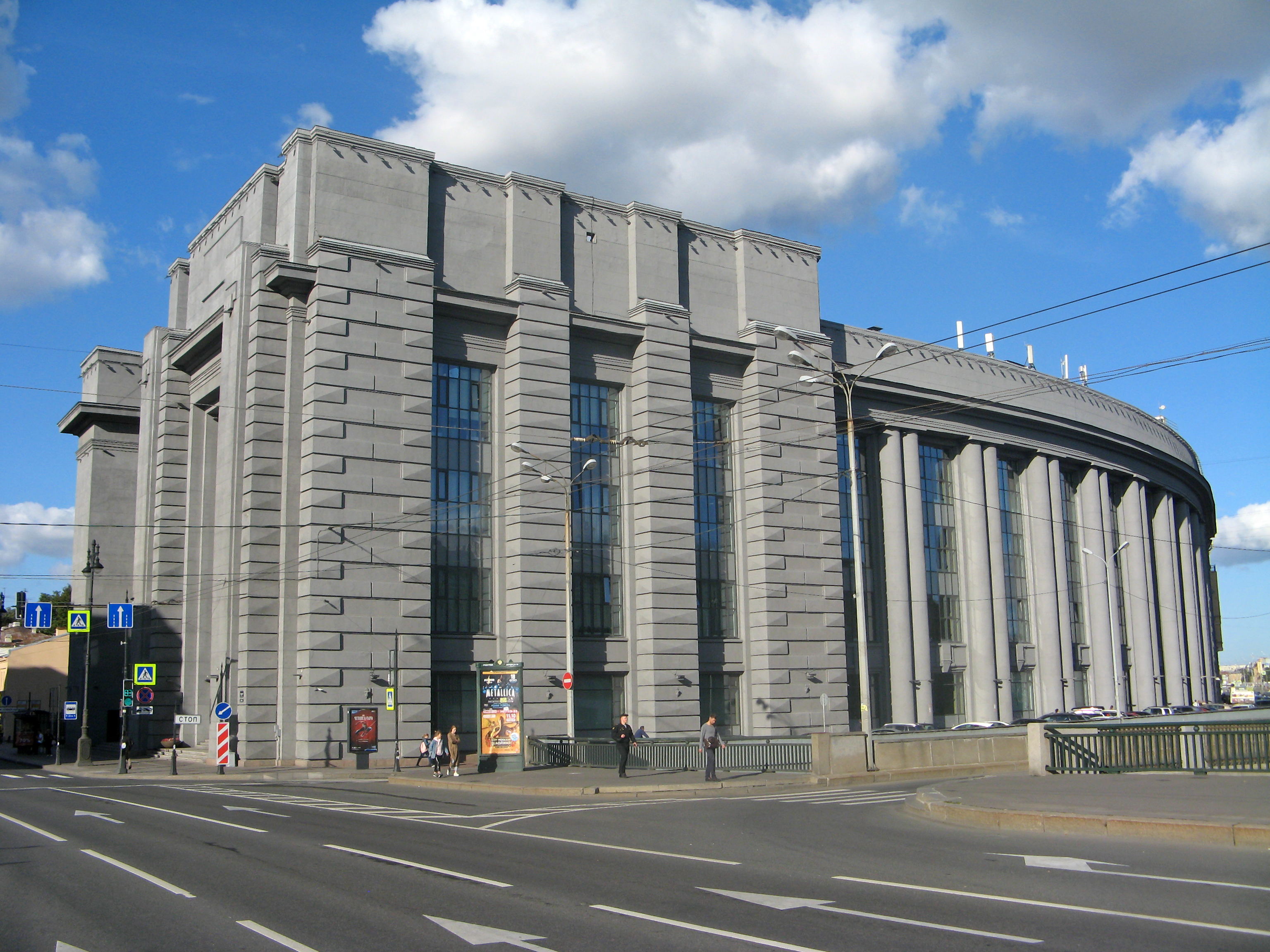
Сентябрь 2018 года

Фрунзенский универмаг — памятник архитектуры Санкт-Петербурга, построенный в 1934—1938 годах.

## Архитектура
Памятник архитектуры Санкт-Петербурга, построенный в 1934—1938 годах по проекту архитекторов Е. И. Катонина, Л. С. Катонина, Е. М. Соколова, К. Л. Иогансена, инженера С. И. Катонина. Здание Фрунзенского универмага является объектом культурного наследия, включённым в единый государственный реестр объектов культурного наследия (памятников истории и культуры) народов Российской Федерации с рег. № 791410028530005.
Архитектура здания Фрунзенского универмага характерна для перехода от конструктивизма к «сталинской неоклассике». Его фасад со «спаренными» колоннами частично «завёрнут» вдоль поворота Обводного канала. Парадный вход в торговые залы расположен на Московском проспекте. Благодаря сносу расположенного рядом дома № 58, рядом с универмагом была организована парковка для автомашин покупателей, что являлось редкостью для торгового центра в исторической застройке.
Необходимо особо отметить структуру торговых залов Фрунзенского универмага. Их внешняя стена на всю высоту четырёх этажей оформлена колоннами упрощённого дорического ордера — своеобразная версия «пролетарской классики». Междуколонные пространства остеклены витражами со скрытыми за стеклом перемычками междуэтажных перекрытий. По мнению Ю. И. Курбатова, подобная пространственная организация здания мало отвечает требованиям современной торговли. Тем не менее, здание в целом и его залы могут быть легко приспособлены для других целей.

## История
В 1988 году универмаг серьёзно пострадал от пожара. В результате пожара почти полностью выгорели торговые помещения на 4 и 5 этажах, и частично на 1 и 2 этажах. Универмаг был закрыт почти на 10 лет, общий убыток составил 3 миллиона рублей в ценах 1988 года.
В 1992 году ЗАО «Торговый дом Фрунзенский» начало реконструкцию здания, и в 1998 году открыта первая очередь Фрунзенского универмага.
В 2000 году владельцем универмага стала компания «Топаз», которая собиралась приспособить его под торгово-развлекательный центр.
В 2001 году торговля во Фрунзенском универмаге восстановилась. Тогда же здание было включено КГИОП в список вновь выявленных объектов культурного наследия.
В 2005 году здание приобрела группа JFC, которой руководит Владимир Кехман. Вначале новый владелец настаивал на сносе здания, и реализации на этом месте проекта Нормана Фостера. Тем не менее, для реализации этого плана необходимо было доказать, что «Фрунзенский» не является памятником архитектуры. Глава JFC обещал представить об этом результаты своей экспертизы. Такая экспертиза действительно пришла в КГИОП, однако её результат был отвергнут главой управления государственного учёта памятников Борисом Кириковым.

Мне кажется, разговор о культурной значимости «Фрунзенского» не имеет смысла. Здание градообразующее, строили его значительные архитекторы, времени прошло не так много, чтобы история уже вынесла свой вердикт. Я думаю, что Борис Михайлович (Кириков) эту тему закрыл.
Вера Дементьева, председатель КГИОП в 2005 году
— Универмаг "Фрунзенский"::http://petersburg-history.narod.ru 
Тем не менее, по словам Веры Дементьевой, в другое управление Комитета, управление по охране и использованию памятников, уже два раза приходила техническая экспертиза, делающая вывод: Фрунзенский универмаг находится в аварийном состоянии и подлежит сносу. Другой заместитель главы КГИОП, Ольга Таратынова, дважды отправляла эту экспертизу на доработку.

Нам показалось, что сделанные в экспертизе выводы не соответствуют самим результатам. Кроме того, для них просто недостаточно основания"
Вера Дементьева, председатель КГИОП в 2005 году
— Универмаг "Фрунзенский"::http://petersburg-history.narod.ru 
После этого от собственника здания была направлена просьба выдать задание на реставрацию фасадов и на установку лесов.

Я вполне допускаю, что там есть и коррозия, и какие-то аварийные фрагменты. Значит, нужно реставрировать. Мне кажется, что никаких оснований для признания аварийным всего здания не существует.
Вера Дементьева, председатель КГИОП в 2005 году
— Универмаг "Фрунзенский"::http://petersburg-history.narod.ru 
В 2006 году торговля на всех этажах, кроме первого, прекращена. С 2007 года Фрунзенский универмаг снова был закрыт.
В 2009 году Владимир Кехман заявил о своём решении создать в бывшем здании Фрунзенского универмага концертный зал Михайловского театра. По его словам, КГИОП требует сохранить только лицевой фасад здания, при этом не возражая против изменения его функционального назначения.
В 2015 году коммерческая компания «Империя» переделала здание в бизнес-центр за 1,1 млрд рублей. Со стороны Московского проспекта в здании открылось «единое окно для инвесторов» петербургского правительства.